# Aeroporti in Danimarca
Questa è una lista degli aeroporti civili e militari in Danimarca.

## Aeroporti internazionali
| Aeroporto                       | Città      | ICAO | IATA | Coordinate              |
| Aeroporto di Aalborg            | Aalborg    | EKYT | AAL  | 57.092789°N 9.849164°E  |
| Aeroporto di Aarhus             | Aarhus     | EKAH | AAR  | 56.300017°N 10.619008°E |
| Aeroporto di Billund            | Billund    | EKBI | BLL  | 55.740322°N 9.151778°E  |
| Aeroporto di Copenaghen-Kastrup | Copenaghen | EKCH | CPH  | 55.617917°N 12.655972°E |
| Aeroporto di Esbjerg            | Esbjerg    | EKEB | EBJ  | 55.525942°N 8.553403°E  |
| Aeroporto di Bornholm           | Rønne      | EKRN | RNN  | 55.063267°N 14.759558°E |

## Aeroporti minori
| Aeroporto                           | Città             | ICAO | IATA | Coordinate              |
| Aeroporto di Aars                   | Aars              | EKVH |      | 56.846944°N 9.458611°E  |
| Aeroporto di Ærø                    | Ærø               | EKAE |      | 54.852597°N 10.456403°E |
| Aeroporto di Allerød                | Allerød           | EKAL |      | 55.870278°N 12.315556°E |
| Aeroporto di Anholt                 | Anholt            | EKAT |      | 56.698889°N 11.555833°E |
| Aeroporto di Copenaghen-Roskilde    | Copenaghen        | EKRK | RKE  | 55.585567°N 12.131428°E |
| Aeroporto di Endelave West          | Endelave West     | EKEL |      | 55.756389°N 10.248611°E |
| Aeroporto di Fur                    | Fur               | EKFU |      | 56.824444°N 8.986111°E  |
| Aeroporto di Grenaa                 | Grenaa            | EKGR |      | 56.4425°N 10.930556°E   |
| Aeroporto di Gronholt Hillerød      | Gronholt Hillerød | EKGH |      | 55.941386°N 12.382222°E |
| Aeroporto di Haderslev              | Haderslev         | EKHV |      | 55.302222°N 9.5225°E    |
| Aeroporto di Hadsund                | Hadsund           | EKHS |      | 56.755911°N 10.228719°E |
| Aeroporto di Herning                | Herning           | EKHG |      | 56.184747°N 9.04445°E   |
| Aeroporto di Lindtorp-Hostelbro     | Holstebro         | EK20 |      | 56.396667°N 8.441944°E  |
| Aeroporto di Holbæk                 | Holbæk            | EKHK |      | 55.7341°N 11.6033°E     |
| Aeroporto di Kalundborg             | Kalundborg        | EKKL |      | 55.700033°N 11.250061°E |
| Aeroporto di Karup                  | Karup             | EKKA | KRP  | 56.297458°N 9.124628°E  |
| Aeroporto di Kolding-Vamdrup        | Kolding           | EKVD |      | 55.436283°N 9.330925°E  |
| Aeroporto di Korsør                 | Korsør            | EKKO |      | 55.336944°N 11.241667°E |
| Aeroporto di Krusa-Padborg          | Padborg           | EKPB |      | 54.870306°N 9.279014°E  |
| Aeroporto di Læsø                   | Læsø              | EKLS | BYR  | 57.277228°N 11.000083°E |
| Aeroporto di Lemvig                 | Lemvig            | EKLV |      | 56.503047°N 8.311553°E  |
| Aeroporto di Lolland Falster-Maribo | Maribo            | EKMB | MRW  | 54.699344°N 11.440117°E |
| Aeroporto di Morsø                  | Morsø             | EKNM |      | 56.824458°N 8.786367°E  |
| Aeroporto di Odense                 | Odense            | EKOD | ODE  | 55.476664°N 10.330933°E |
| Aeroporto di Randers                | Randers           | EKRD |      | 56.506667°N 10.036389°E |
| Aeroporto di Rarup                  | Rarup             | EKRA |      | 55.778611°N 9.938889°E  |
| Aeroporto di Ringkøbing-Stauning    | Ringkøbing        | EKVJ | STA  | 55.990122°N 8.353906°E  |
| Aeroporto di Ringsted               | Ringsted          | EKRS |      | 55.425853°N 11.806822°E |
| Aeroporto di Samsø                  | Samsø             | EKSS |      | 55.889864°N 10.613753°E |
| Aeroporto di Ottestrup-Sæby         | Sæby              | EKSA |      | 57.346667°N 10.406944°E |
| Aeroporto di Sindal                 | Sindal            | EKSN | KSN  | 57.503525°N 10.229372°E |
| Aeroporto di Skive                  | Skive             | EKSV | KSV  | 56.550208°N 9.172983°E  |
| Aeroporto di Sønderborg             | Sønderborg        | EKSB | SGD  | 54.964367°N 9.791731°E  |
| Aeroporto di Spjald                 | Spjald            | EKSD |      | 56.102778°N 8.514167°E  |
| Aeroporto di Sydfyn-Tasinge         | Sydfyn            | EKST |      | 55.0165°N 10.563061°E   |
| Aeroporto di Thisted                | Thisted           | EKTS | TED  | 57.0688°N 8.705225°E    |
| Aeroporto di Tønder                 | Tønder            | EKTD |      | 54.929625°N 8.840317°E  |
| Aeroporto di Værløse                | Værløse           | EKVL |      | 55.767356°N 12.343369°E |
| Aeroporto di Viborg                 | Viborg            | EKVB |      | 56.40995°N 9.409394°E   |
| Aeroporto di Vojens-Skrydstrup      | Vojens            | EKSP | SKS  | 55.225553°N 9.263931°E  |

## Fonti
- The Airport Guide.com, su the-airport-guide.com (archiviato dall'url originale il 21 febbraio 2012).
- Our Airports.com, su ourairports.com.
- Globe Holidays.net, su globeholidays.net.
- Falling Rain.com, su fallingrain.com.
- Airport Information.org, su airport-information.org. URL consultato il 3 marzo 2012 (archiviato dall'url originale il 14 agosto 2013).